# Calosota
Calosota is een geslacht van vliesvleugeligen uit de familie Eupelmidae. De wetenschappelijke naam van dit geslacht is voor het eerst geldig gepubliceerd in 1836 door Curtis.

## Soorten
Het geslacht Calosota omvat de volgende soorten:
- Calosota acron (Walker, 1848)
- Calosota aestivalis Curtis, 1836
- Calosota affinis Hedqvist, 1970
- Calosota agrili Nikol'skaya, 1952
- Calosota albipalpus Gibson, 2010
- Calosota ariasi Bolivar y Pieltain, 1929
- Calosota aristidae (Risbec, 1951)
- Calosota beharae (Risbec, 1952)
- Calosota bicolorata Gibson, 2010
- Calosota bolivari Askew, 2006
- Calosota capensis Hedqvist, 1970
- Calosota cecidobius (Kieffer, 1910)
- Calosota charitolophoides (Girault, 1915)
- Calosota conifera Yang, 1996
- Calosota cryphali Yang, 1996
- Calosota curculionis (Risbec, 1951)
- Calosota cyanea Hedqvist, 1970
- Calosota dusmeti Bolivar y Pieltain, 1929
- Calosota elongata Gibson, 2010
- Calosota ferrierei Hedqvist, 1970
- Calosota flavostylus Hedqvist, 1970
- Calosota frequens (Masi, 1917)
- Calosota grylli Erdös, 1955
- Calosota halyomorphae (Risbec, 1951)
- Calosota herodoti Girault, 1934
- Calosota hirsutioculus (Girault, 1925)
- Calosota hyalina (Hedqvist, 1970)
- Calosota incognita Nikol'skaya, 1952
- Calosota koraiensis Yang, 1996
- Calosota kottiyoorica Narendran & Anitha, 2004
- Calosota ligniphila (Risbec, 1952)
- Calosota longigasteris Yang, 1996
- Calosota longivena Gibson, 2010
- Calosota longiventris (Ashmead, 1896)
- Calosota mateui Ferrière, 1966
- Calosota metallica (Gahan, 1922)
- Calosota microspermae Yang, 1996
- Calosota modesta Bolivar y Pieltain, 1929
- Calosota nitens Askew, 2006
- Calosota obscura Ruschka, 1921
- Calosota pagana (Girault, 1915)
- Calosota panamaensis Gibson, 2010
- Calosota parva Girault, 1932
- Calosota plutarchi Girault, 1932
- Calosota pumilae Yang, 1996
- Calosota punctata Hedqvist, 1970
- Calosota purpurata Hedqvist, 1970
- Calosota qilianshanensis Yang, 1996
- Calosota risbeci Boucek, 1976
- Calosota robusta Hedqvist, 1970
- Calosota saharensis Ferrière, 1966
- Calosota setosa Gibson, 2010
- Calosota shyama Narendran, 1996
- Calosota sinensis Ferrière, 1935
- Calosota speculifrons Gibson, 2010
- Calosota stenogastra Masi, 1927
- Calosota stoma Narendran, 2007
- Calosota subaenea Masi, 1924
- Calosota subulata (Swederus, 1795)
- Calosota testaceipes Hedqvist, 1970
- Calosota tullii Girault, 1934
- Calosota turneri Hedqvist, 1970
- Calosota varipunctata Girault, 1932
- Calosota vernalis Curtis, 1836
- Calosota versicolor (Risbec, 1951)
- Calosota violascens Masi, 1922
- Calosota worcesteri (Girault, 1915)
- Calosota yanglingensis Yang, 1996